# Storvesir
Storvesir (også storvisir) var den mest fremtrædende blandt vesirerne, herskerens rådgivere, og dermed den højeste embedspost i flere muslimske riger, især i det Osmanniske rige, hvor storvesiren nærmest svarede til en statsminister, omend til tider med betydelig magt som sultanens stedfortræder. Titlen afskaffedes i det moderne Tyrkiet i forbindelse med afskaffelsen af sultanenstyret i 1922.